# ويستلاند لينكس
ويستلاند لينكس (بالإنجليزية: Westland Lynx) هي مروحية بريطانية تم تصميمها وصناعتها من قبل ويستلاند هليكوبتر والتي أصبحت أغستاوستلاند. تستخدم المروحية للنقل أو الهجوم منها الأرضي أو البحري. تم تطوير المروحية من أجل تلبية احتياجات الجيش البريطاني وأيضا البحرية الملكية البريطانية في مهام مضادة للسفن والغواصات. تستطيع اللينكس حمل معدات وأسلحة متخصصة حسب متطلبات الدولة المستخدمة والمهام المطلوبة.

## نسخ التصدير

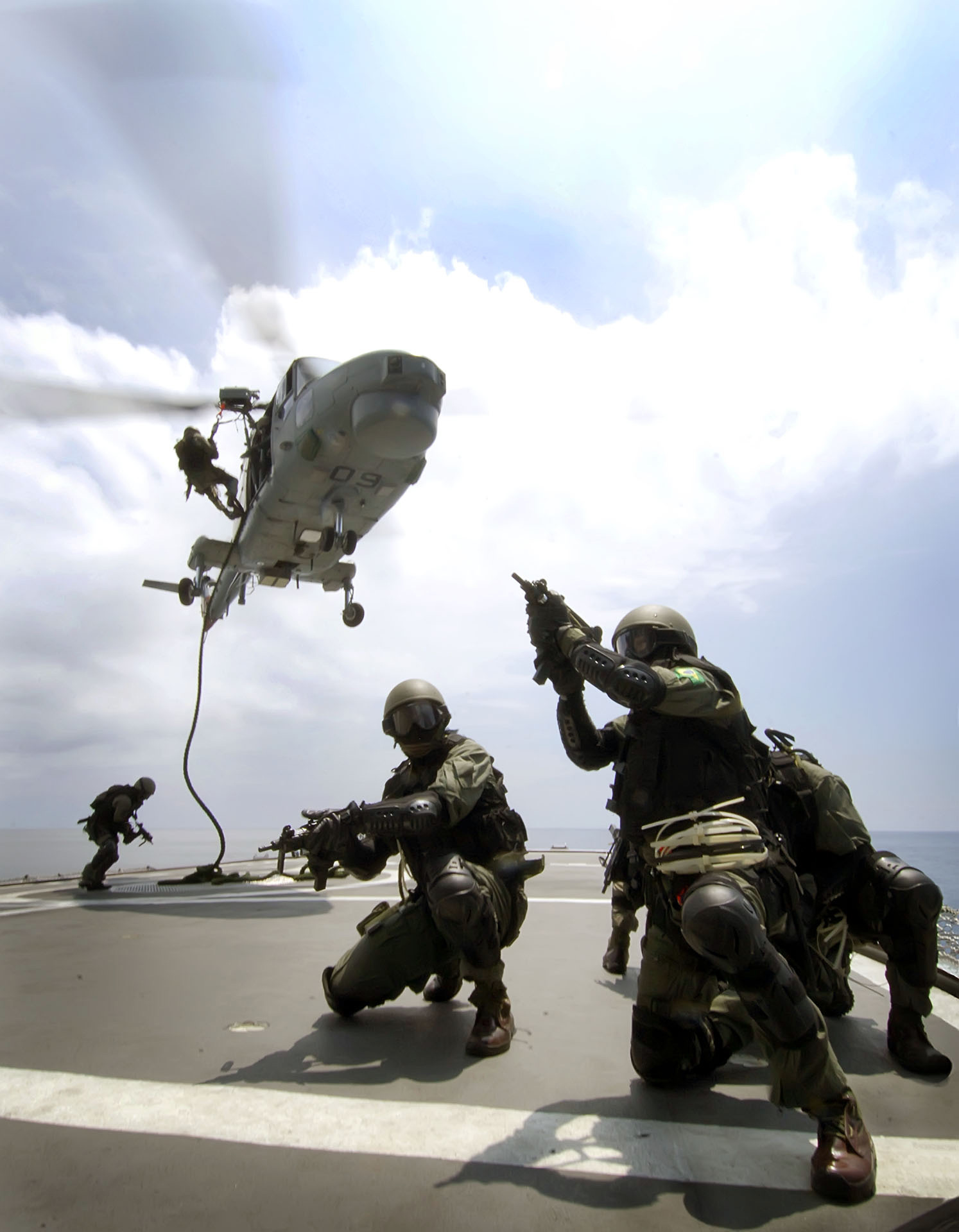
A boarding team rappel onto their ship from a القوات البحرية البرازيلية سوبر لينكس Mk.21A

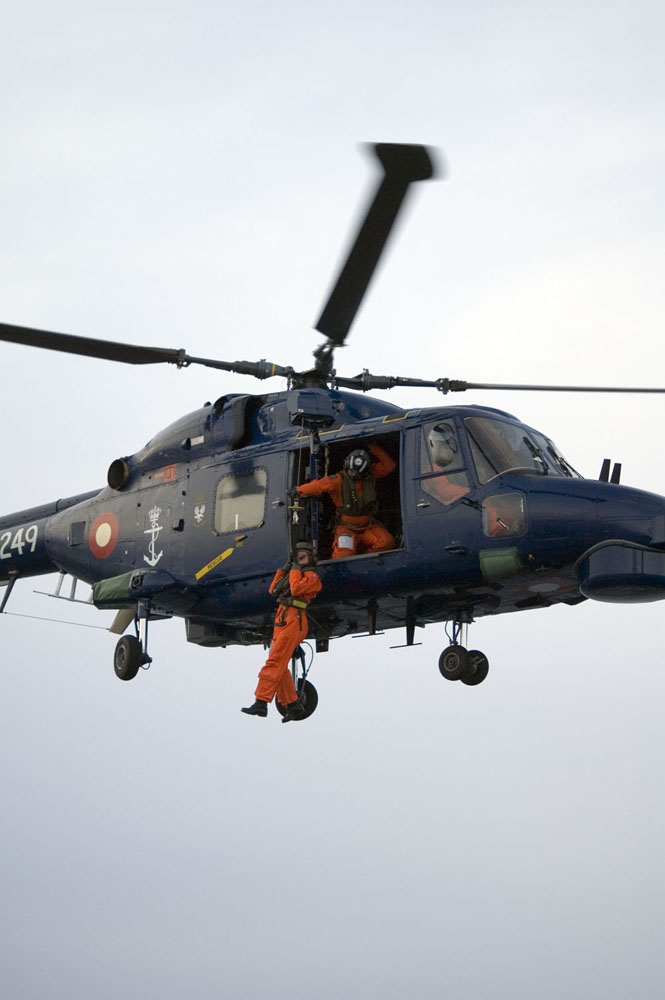
Personnel being hoisted onboard by a القوات البحرية الملكية الدنماركية Lynx

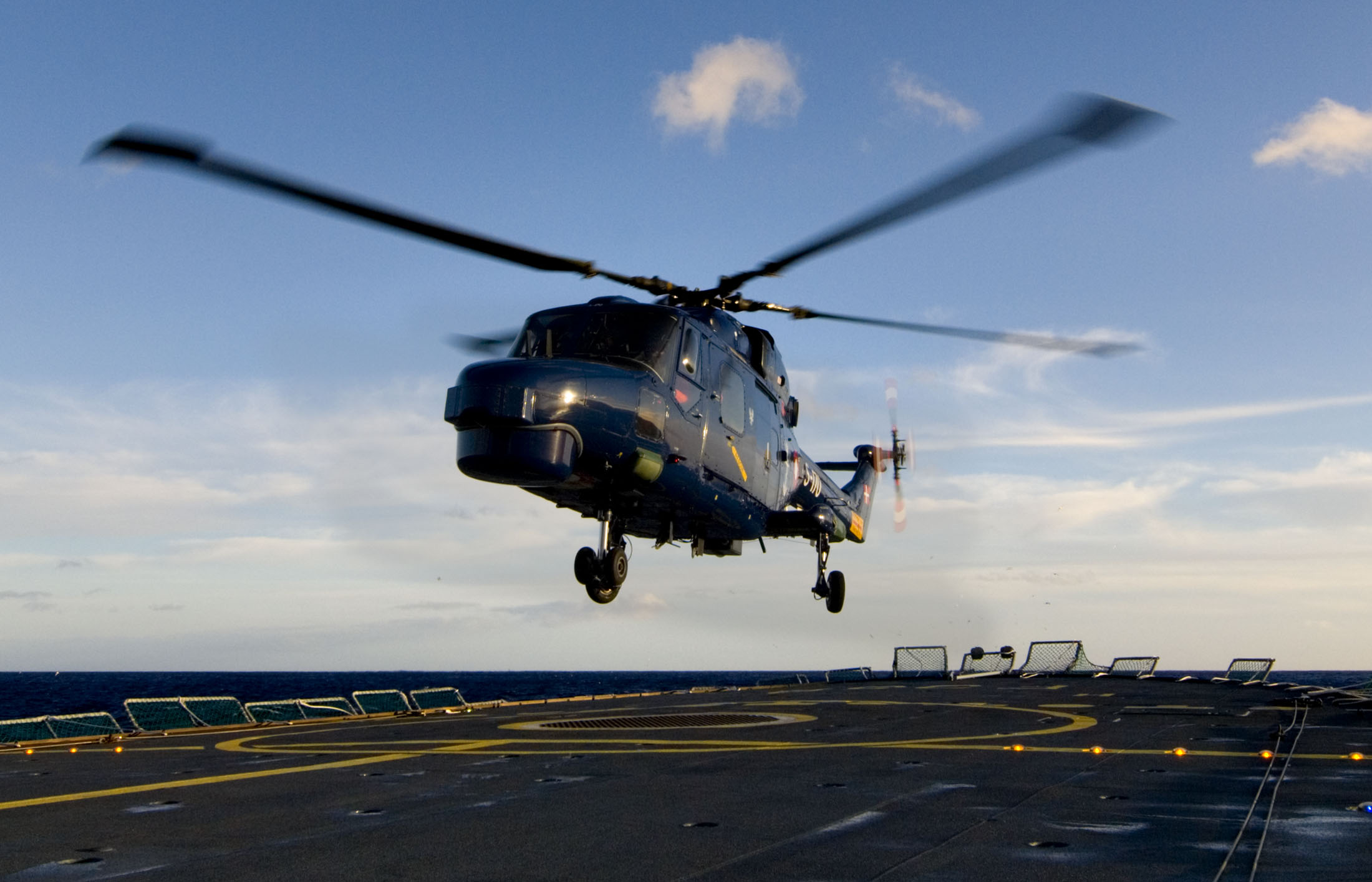
Lynx Mk.90B landing on a Royal Danish Navy vessel

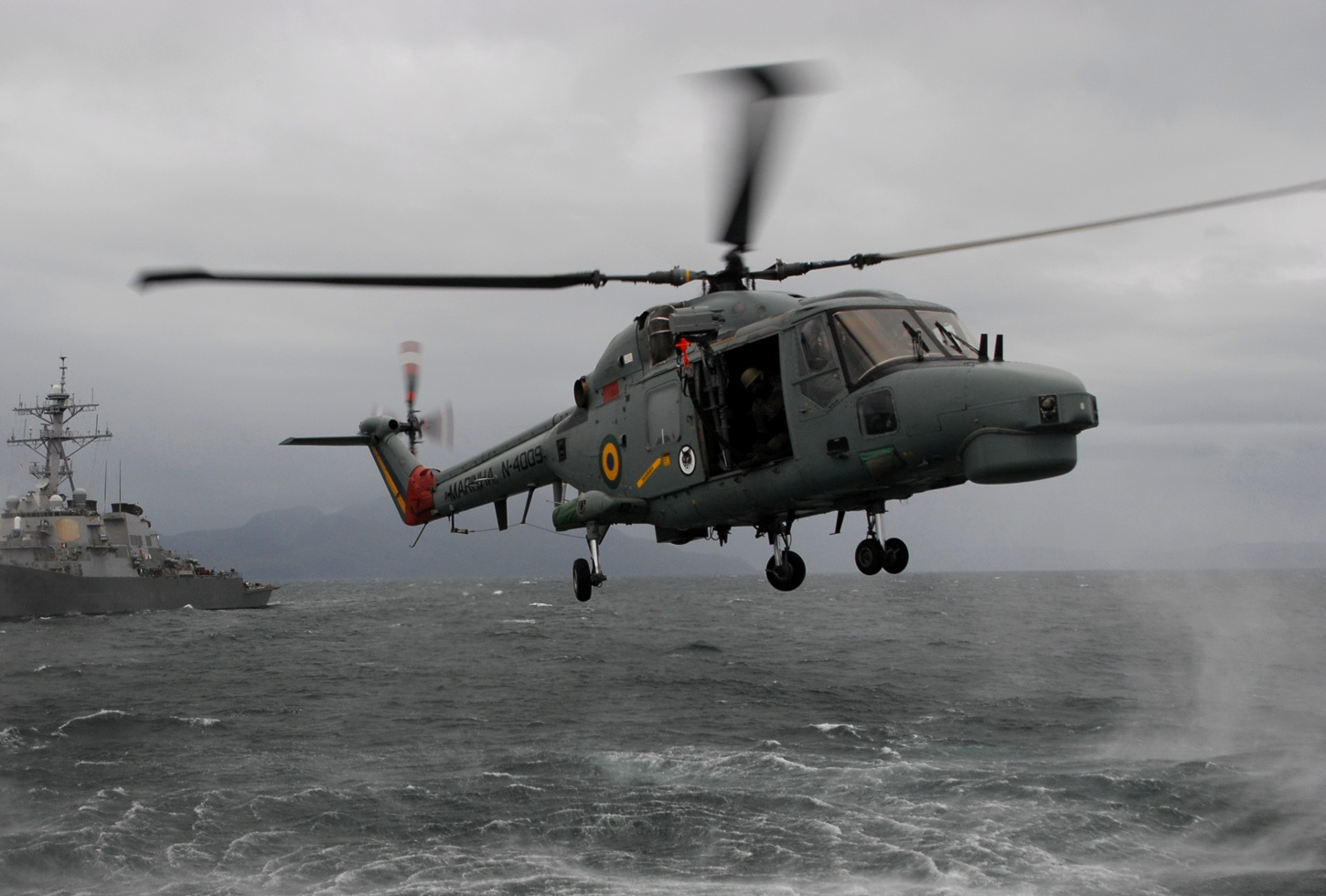
سوبر لينكس of the القوات البحرية البرازيلية

Lynx Mk.21
Lynx Mk.22
نسخة تصدير غير مبنية القوات البحرية المصرية.
Lynx Mk.23
Lynx Mk.24
نسخة تصدير غير مبنية للجيش العراقي.
Lynx Mk.25
البحرية الملكية الهولندية.
Lynx Mk.26
نسخة تصدير غير مبنية للجيش العراقي.
Lynx Mk.27
Lynx Mk.28
قطر.
Lynx Mk.64
سلاح جو جنوب أفريقيا.
Lynx Mk.80
Lynx Mk.81
SH-14D
Lynx Mk.82
نسخة تصدير غير مبنية للجيش المصري.
Lynx Mk.83
نسخة تصدير غير مبنية للجيش السعودي.
Lynx Mk 84
نسخة تصدير غير مبنية للجيش القطري.
Lynx Mk 85
نسخة تصدير غير مبنية للجيش الإماراتي.
Lynx Mk.86
سلاح الجو الملكي النرويجي.
Lynx Mk.87
Lynx Mk.88
سوبر لينكس Mk.88A
Lynx Mk.89
Lynx Mk.90
Lynx Mk.95
القوات البحرية البرتغالية.
سوبر لينكس Mk.99
بحرية جمهورية كوريا.
سوبر لينكس Mk.100
البحرية الملكية الماليزية. Six built.
سوبر لينكس Mk.110
سوبر لينكس 300 البحرية التايلاندية. أربعة أوامر شراء.
سوبر لينكس Mk.120
نسخة التصدير لسلاح الجو السلطاني العماني. 16 أربعة أمر شراء.
سوبر لينكس Mk.130
نسخة التصدير للقوات البحرية الجزائرية. أربعة أوامر شراء.